# لانژانتل، سوئیس
شهر لانژانتل  در بخش ار، سوئیسواژان در ایالت برن در کشور سوئیس واقع شده‌است که ۱۴٬۴۰۰ نفر جمعیت دارد.

## نگارخانه

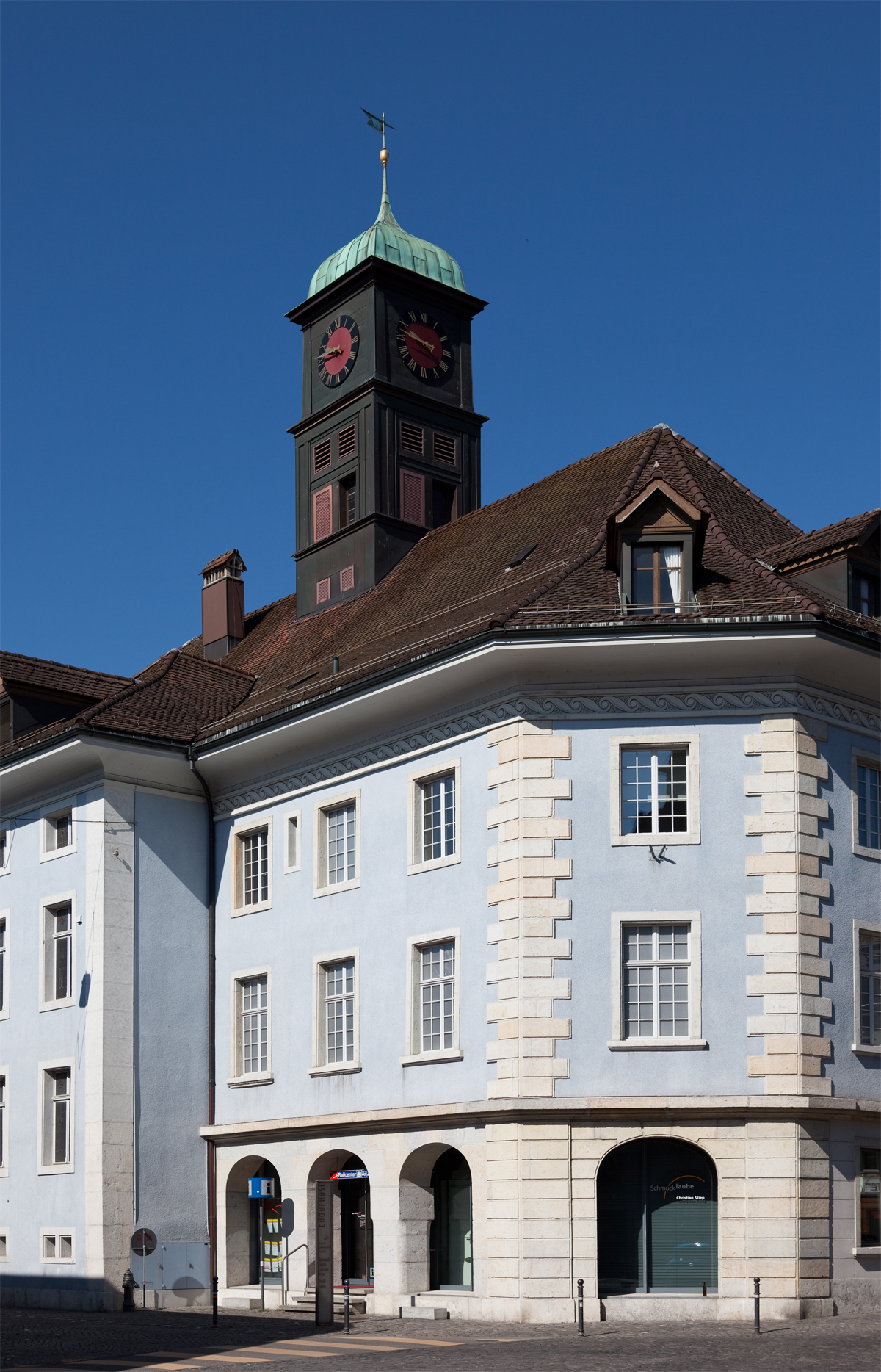
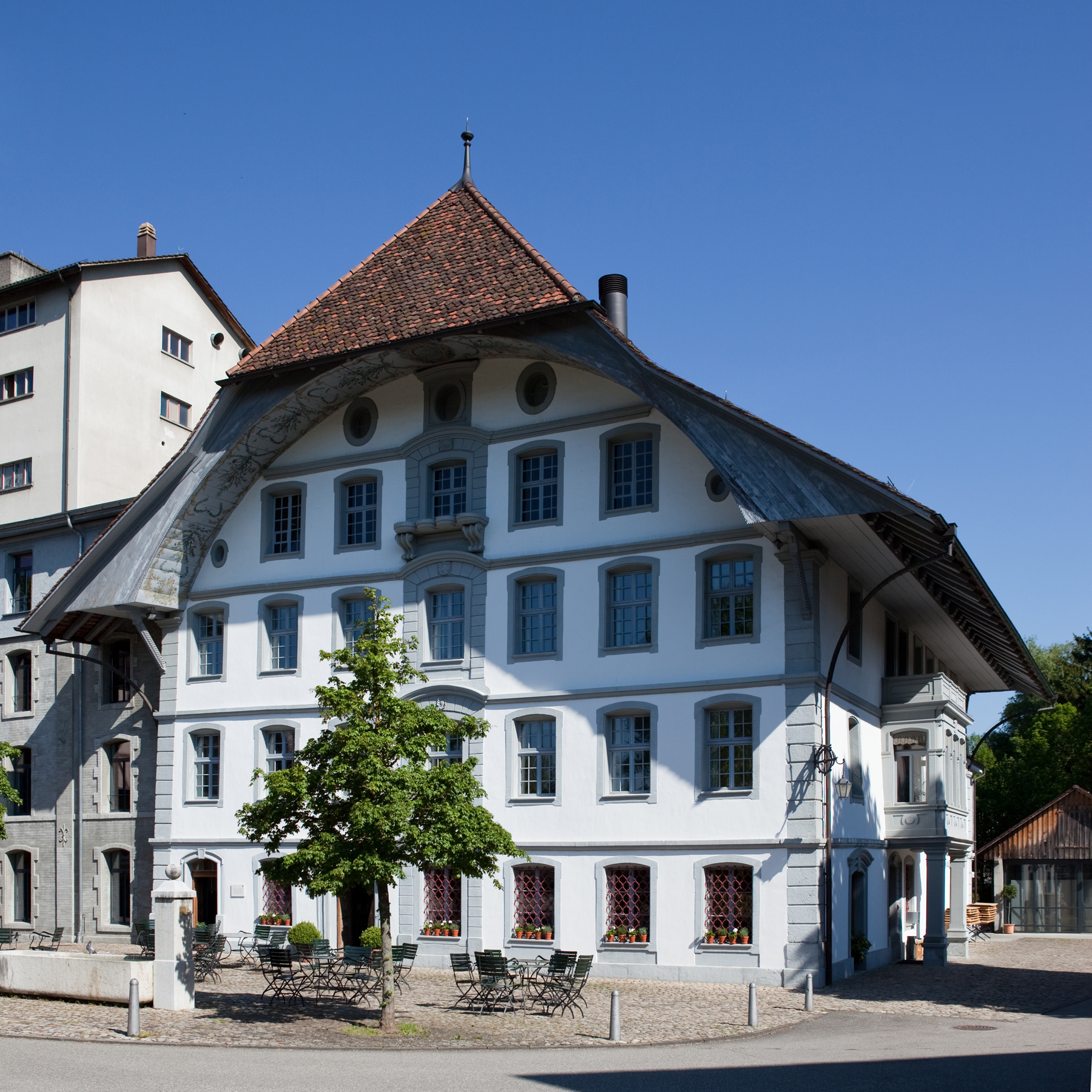